# Jeziora polaszkowskie
Jeziora polaszkowskie – zespół przepływowych jezior rynnowych na południowo-wschodnim skraju Pojezierza Kaszubskiego w powiecie kościerskim (województwo pomorskie). Zespół jest położony w rozcinającej wysoczyznę morenową rynnie polodowcowej doliny Wierzycy o wysokości około 140 m n.p.m. i jest objęty "Polaszkowskim Obszarem Chronionego Krajobrazu". Jeziora akwenu są połączone nawzajem małymi strugami.
Jeziora zespołu:
- Gatno
- Jezioro Hutowe
- Jezioro Liniewskie
- Jezioro Polaszkowskie
- Jezioro Sobackie
- Średnik
- Wierzchołek